# 小行星7393
小行星7393（英語：7393 Luginbuhl）是一颗围绕太阳公转的小行星。1984年9月28日，B. A. Skiff在可可尼诺县发现了此天体。
这颗小行星的绝对星等为331.6452145253843等。